# Isay
Isay (Ìosaigh en gaèlic) és una petita illa deshabitada de les Hèbrides Interiors situada a la costa nord-oest d'Escòcia. Es troba al Loch Dunvegan, a un quilòmetre de la costa nord-oest de l'illa de Skye. Existeixen dues petites illes que es troben properes a Isay: Mingay i Clett. El nom d'Isay prové del nòrdic antic ise-øy, que significa marsopa.
Durant el segle xix l'illa tenia una població propera als 90 habitants, amb una botiga i una estació de pesca. Tanmateix, de la mateixa manera que va anar passant en altres illes petites de la regió, els habitants foren desplaçats durant els Highland clearances (expulsió dels escocesos).
L'illa va pertànyer al cantant Donovan, durant la dècada dels 80.